# Simone Missick
Simone Missick, née Cook le 19 janvier 1982 à Détroit, Michigan, est une actrice américaine. Elle joue le rôle de la policière Misty Knight dans la série télévisée Luke Cage.

## Biographie
Simone Missick termine ses études secondaires en 1999 au Renaissance High School à Détroit (Michigan), et obtient un diplôme de l'université Howard en 2003.

### Carrière
En 2012, Missick joue le rôle d'Elise dans le téléfilm A Taste of Romance[réf. nécessaire].
En 2014, Missick apparaît dans la série Ray Donovan dans le rôle de Porschla.
En 2016, Missick obtient son premier rôle important dans Luke Cage, où elle joue Misty Knight. Missick reprend ce rôle dans The Defenders Elle réapparaît sous les traits de Misty dans la deuxième saison d'Iron Fist.
En février 2019, il est annoncé que Missick était sélectionnée pour tenir le rôle principal de Trepp dans la deuxième saison de la série de science-fiction Altered Carbon, produite par Netflix.
En mai 2019, il est annoncé que Missick va tenir le rôle principal de Lola, une juge de la cour supérieure du comté de Los Angeles, dans la série dramatique All Rise de CBS,.

### Vie privée
Missick épouse l'acteur Dorian Missick (en) en février 2012. Dans la deuxième saison de Luke Cage, ce dernier tient auprès d'elle le rôle majeur de Dontrell "Cockroach" Hamilton (en), ex-condamné arrêté par Misty et libéré parce que l'acte d'accusation a été entaché par Scarfe, feu le partenaire de Misty.

## Filmographie

### Cinéma
- 2003 : The Epicureans : Jamie
- 2008 : The Road to Sundance : Reese Knight
- 2009 : K-Town
- 2013 : Douglass U : Tasha

### Télévision
- 2011 : Les Aventures de Bucket et Skinner
- 2012 : Un goût de romance
- 2014 : Ray Donovan : Porschla
- 2014 : Everything I Did Wrong In My 20s : Melanie
- 2015 : Scandal
- 2016 : Wayward Pines : femme de CJ
- 2016-2018 : Luke Cage : Misty Knight
- 2017 : The Defenders : Misty Knight
- 2017 : My Life in Punchlines : Jenny Woods
- 2018 : Iron Fist : Misty Knight
- 2018-2019 : Tell Me a Story : Mariana Reynolds
- 2020 : Altered Carbon : Trepp
- 2022: All Rise : Lola